# Mirko Bogović

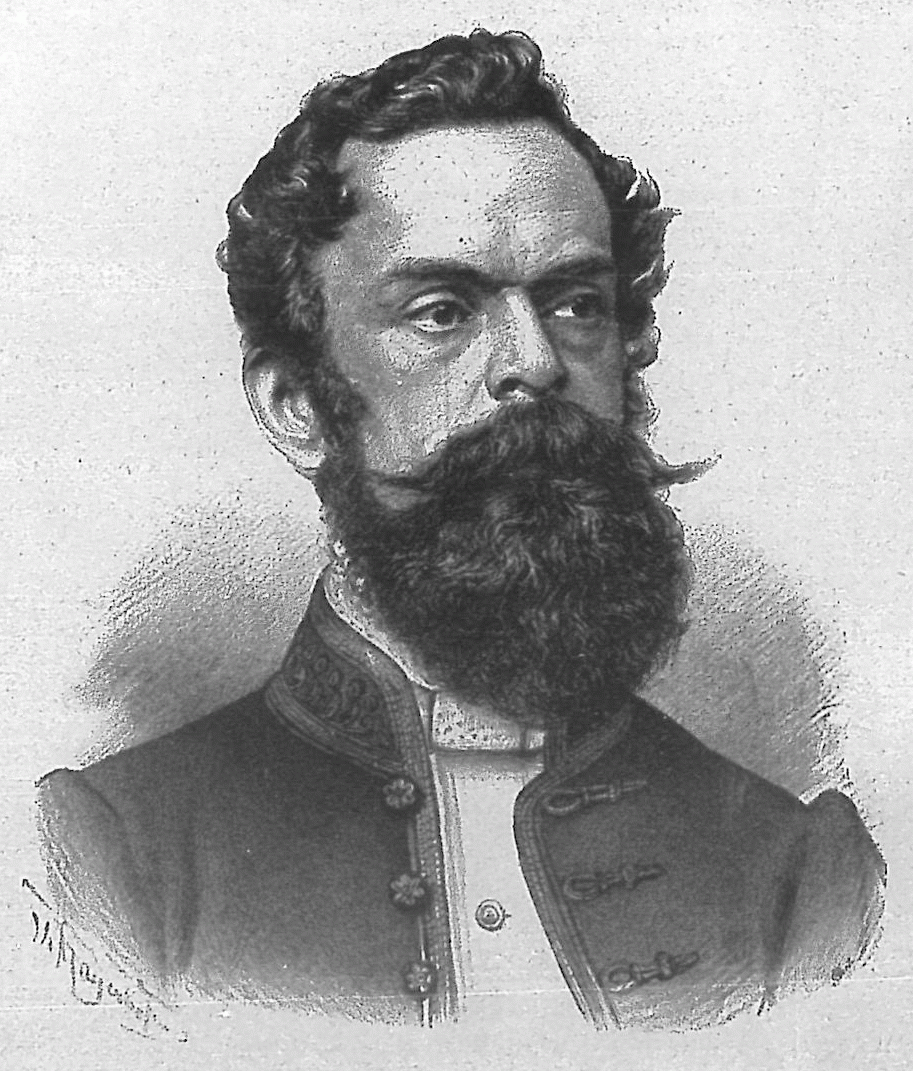
Mirko Bogović (Lithographie von Th. Mayerhofer aus Dom i Sviet, 15. Juni 1893)

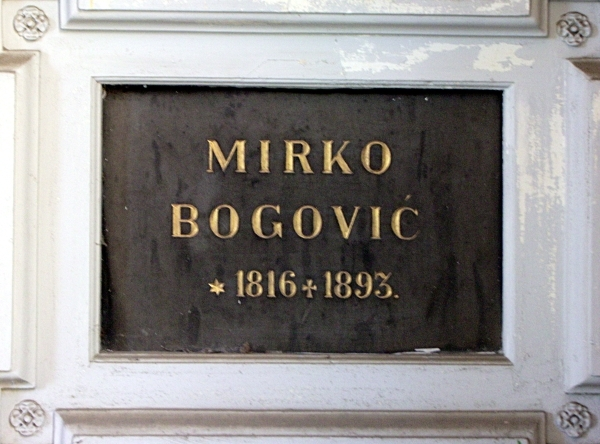
Grab von Mirko Bogović auf dem Mirogoj-Friedhof in Zagreb.

Mirko Bogović (* 2. Februar 1816 in Varaždin; † 4. Mai 1893 in Zagreb) war ein kroatischer Dichter und Politiker.
Er besuchte die Kadettenschule in Petrovaradin und studierte in Szombathely und Zagreb. Er war als Rechtsanwalt tätig sowie als Schriftsteller und politisch aktiv.
Er gab die Zeitschrift Neven (Ringelblume) heraus; wegen eines dort abgedruckten Gedichtes von Ivan Filipović wurde er gemeinsam mit diesem zu je zwei Jahren Gefängnis verurteilt. Später hatte er mehrere politische Ämter inne, unter anderem war er Župan des Komitat Zágráb und Abgeordneter im Sabor.
Seine Gedichte behandelten Politik, Patriotismus und Liebe.
Während des Bach-Absolutismus war er eine der wichtigsten literarischen Persönlichkeiten in Kroatien. Er ist auch einer der Verfasser der kroatischen Novelle Pripovijesti und zudem war er ein Dramatiker mit einer politisch sozialen Tendenz. In den Werken Frankopan und Stjepan, posljednji kralj bosanski beleuchtet er kritisch die kroatische Gesellschaft.

## Werke
- Ljubice, 1844
- Smilje i kovilje, 1847
- Domorodni glasi
- Strelice
- Kola, 1854
- Nevena, 1852
- Matija Gubec kralj seljački (Mathias Gubec der Bauernkönig), Zagreb 1859 (Online beim MDZ)
- Vinjage
- Šilo za ognjilo